# Forbidden Territory
Forbidden Territory è un film del 1934 diretto da Phil Rosen e tratto dal romanzo Terra proibita di Dennis Wheatley.

## Trama
Un inglese e suo figlio si recano in Unione Sovietica per salvare un membro della famiglia detenuto in prigione.

## Distribuzione
Forbidden Territory venne distribuito nel Regno Unito il 10 dicembre 1934.
I Friends of Soviet Russia chiesero al Parlamento britannico che Forbidden Territory fosse bandito poiché anti-russo. Anche il Maryport Community Party ne chiese il ritiro dai cinema in quanto era una "diffamazione contro il lavoratore sovietico".